# Albert Schütte
Albert Schütte (* 29. November 1885 in Oerlinghausen; † 2. Juni 1953 in Heidenoldendorf) war ein deutscher Politiker (SPD).
Schütte war der Sohn eines Kleinbauern. Er war evangelischer Konfession und verheiratet. Er arbeitete als Zigarrenarbeiter und seit spätestens 1918 selbständiger Zigarrenfabrikant in Örlinghausen, seit 1933 in Heidenoldendorf.
Im Rahmen der Novemberrevolution war er im November 1918 Vorsitzender des Volks- und Soldatenrats in Örlinghausen. Zwischen 1919 und 1933 war er Stadtverordneter und stellvertretender Bürgermeister in Örlinghausen. Bei der Landtagswahl in Lippe 1919 wurde er in den Landtag Lippe gewählt, dem er bis zum Ende der Wahlperiode 1921 angehörte. Bei der Landtagswahl in Lippe 1921 kandidierte er auf Platz 12 der SPD-Liste, wurde aber aufgrund der Stimmenverluste der Sozialdemokraten nicht mehr in den Landtag gewählt.
Nach der Machtergreifung der Nationalsozialisten 1933 konnte er seine politische Arbeit nicht fortsetzen. Von 1946 bis 1953 war er erneut Stadtverordneter und 1946–1952 Bürgermeister in Heidenoldendorf.